# زهرة الآس
زهرة الآس هي عمل أدبي للروائي المغربي محمد عز الدين التازي، تتكوّن من ثلاثة أجزاء،نُشرت سنة 2024 عن منشورات السليكي بالمغرب.تقع الرواية في حوالي 750 صفحة موزّعة على ثلاثة الأجزاء .

## نبذة عن الرواية
تُقدَّم رواية زهرة الآس للكاتب المغربي محمد عز الدين التازي في ثلاثة أجزاء متكاملة تعكس رحلة تطوّر الذات عبر سرد تجريبي وغني بالرمزية؛ إذ ينفتح الجزء الأول على مشهد افتتاحي يحمل طابعًا إغوائيًا يُورّط القارئ في لعبة الحكي، ليُعرّف بهوية البطل في مرحلة التكوين وسط صراع نفسي عميق بين الذاكرة والواقع، وتتجلّى مدينة فاس كفضاء سردي مركزي يُمثّل الطفولة والضياع والحنين. في الجزء الثاني، تدخل الرواية مرحلة التحوّلات، حيث تنخرط الشخصية الرئيسة في علاقات إنسانية متشابكة تعكس أزمة الهوية الثقافية والاجتماعية، وتتوالى الرحلات الداخلية والخارجية التي تُعبّر عن اغتراب الذات، كما تُوظّف رمزية "زهرة الآس" للدلالة على النقاء، الفقد، والتوق إلى الانبعاث. ويأتي الجزء الثالث في إطار مواجهة الذات لماضيها عبر تأملات فلسفية عميقة، لتنتهي الرواية بخاتمة تُغلق باب التخييل وتُعيد القارئ إلى الواقع، في مشهد يعكس التحوّل الوجودي وتصالُح الذات مع ذاكرتها في صيغة سردية تُعيد تشكيل التجربة الإنسانية.

## شخصيات الرواية
- البطل الرئيسي: شخصية مركبة تعيش صراعًا داخليًا بين الذاكرة والواقع، وتخوض رحلة وجودية عبر مراحل الطفولة، الاغتراب، والنضج. يُجسّد البطل الحنين إلى مدينة فاس، ويُعبّر عن أزمة الهوية والانتماء.
- شخصيات الطفولة: تظهر في فضاء مدينة فاس، وتُجسّد البراءة والضياع، وتُساهم في تشكيل ذاكرة البطل.
- شخصيات العلاقات الإنسانية: تتنوع بين أصدقاء، نساء، ومعلمين، وتُبرز تعقيدات الهوية الثقافية والاجتماعية، وتُعمّق تجربة الاغتراب.
- الرموز المجسّدة كشخصيات: مثل "زهرة الآس"، التي تُرافق البطل كرمز للنقاء والفقد، وتُضفي بعدًا شعريًا على السرد.

## اقتباسات من الرواية
"الذاكرة ليست صندوقًا مغلقًا، بل نافذة تُطل منها الأرواح على ما كان وما لن يعود."
"في فاس، كل حجر يحكي قصة، وكل زقاق يهمس بسرّ منسي."
"الحنين هو زهرة الآس التي تنبت في القلب، لا تموت وإن ذبلت."
"كلما حاولت أن أهرب من الذاكرة، وجدتني أعود إليها كمن يبحث عن ظلّه في مرآة مكسورة."
"الرحلة ليست في المكان، بل في القلب حين يضيع بين الأمس والغد."

"زهرة الآس لا تنبت إلا في التربة التي سقتها الدموع."

## أسلوب الرواية
تمتاز رواية زهرة الآس بأسلوب سردي تجريبي يعكس تحولات الذات في سياق ثقافي واجتماعي معقّد، وتُقسَّم إلى ثلاثة أجزاء مترابطة: يبدأ الجزء الأول بمشهد افتتاحي يغري القارئ بالدخول في لعبة الحكي، حيث يواجه البطل صراعًا بين الذاكرة والواقع في فضاء مدينة فاس التي تمثّل الطفولة والحنين؛ ويكشف الجزء الثاني عن تعقيدات الهوية عبر علاقات إنسانية متشابكة ورموز سردية مثل "زهرة الآس"، التي تُجسّد النقاء والفقد؛ أما الجزء الثالث فيتميّز بتكثيف التأملات الفلسفية ومواجهة البطل لماضيه، وصولًا إلى خاتمة وجودية تُعيده إلى التصالح مع ذاته والواقع، في إطار لغوي شعري وتقنيات سردية متقدمة كتيار الوعي، التقطيع السينمائي، وكسر البناء التقليدي للرواية.

## النقد والاستقبال
حظيت رواية «زهرة الآس» للكاتب المغربي محمد عز الدين التازي باهتمام نقدي منذ صدورها، حيث اعتبرها النقاد علامة بارزة في مسار الرواية المغربية لالتقاطها تحولات المجتمع ورصدها تفاصيل الذاكرة الفردية والجماعية من خلال لغة شعرية مكثفة وحساسية إنسانية عالية. وقد أشاد بعض الدارسين بقدرة التازي على المزج بين الواقعي والتأملي في بناء عوالم الرواية، معتبرينها نصاً يعكس هواجس الهوية والاغتراب والبحث عن الخلاص في سياق اجتماعي متوتر. كما نالت الرواية حضوراً في الصحافة الثقافية المغربية والعربية التي أبرزت بعدها الإنساني والرمزي، ووُصفت بأنها إحدى التجارب الأدبية التي رسّخت مكانة التازي كأحد أبرز الأصوات السردية في المغرب المعاصر.